# Eimsbütteler TV
Eimsbütteler Turnverband is een Duitse sportclub uit Eimsbüttel, een stadsdeel van Hamburg. Met zo’n 10.000 leden (stand 1 oktober 2006) is ETV de op twee na grootste sportclub van Hamburg na Sportspaß e.V. en Hamburger SV. Er zijn 23 afdelingen waaronder voetbal, handbal, atletiek, unihockey en vanzelfsprekend turnen.

## Geschiedenis
Op 12 juni 1889 richtten zestig mannen de Eimsbütteler Männerturnverein op. Na één maand splitste een deel zich af om de Eimsbütteler Turnerschaft op te richten. In 1898 fuseerden beide clubs weer en vormden zo het Eimsbütteler Turnverband. Er werd een sportcomplex gebouwd dat in 1910 werd geopend.

### Voetbal
De voetbalafdeling werd op 12 mei 1906 opgericht en fuseerde al snel met FC Hammonia 1896. ETV sloot zich aan bij de voetbalbond Hamburg Altonaer. De eerste wedstrijd werd op 9 september 1906 in de hoogste klasse gespeeld tegen SC Germania 1887 en met 1-2 verloren. Zoals vele clubs uit de omgeving werden thuiswedstrijden op de Exerzierweide gespeeld. De volgende jaren verhuisde de club een aantal maal totdat in 1912 eindelijk een vaste thuishaven gevonden werd. Voor seizoen 1913/14 organiseerde de Noord-Duitse voetbalbond een regionale competitie voor de beste teams. ETV was als derde in de stand geplaatst en werd vierde in het eerste seizoen. Door het uitbreken van de Eerste Wereldoorlog werd deze regionale competitie echter opgeheven.
In 1915 werd de club kampioen. Ook in de jaren twintig speelde de club in de eerste klasse en kwalificeerde zich verschillende keren voor de eindronde om het Noord-Duitse kampioenschap.
De succesvolste tijd was echter in de jaren dertig, toen de club in de Nordmark van 1934 tot 1936 drie keer op rij kampioen werd en zo in de eindronde om het Duitse kampioenschap speelde. ETV werd telkens in de eindronde uitgeschakeld maar kon zowel in 1933/34 als 1935/36 de latere kampioen FC Schalke 04 verslaan.
In 1940 werd de Gauliga Nordmark in twee reeksen opgedeeld. ETW won en speelde een eindronde tegen HSV en won met 4-1, 6-0. Hierdoor nam de club opnieuw deel aan de eindronde om de landstitel en maakte dit keer kans om door te stoten, maar verloor op de laatste speeldag van Dresdner SC. Het volgend seizoen was er weer één reeks en in 1942 plaatste de club zich voor de laatste maal voor de eindronde. ETV verloor dit keer in de eerste ronde van Werder Bremen. Hierna speelde de club in de middenmoot.
Na de Tweede Wereldoorlog werd de club niet in de nieuwe hoogste klasse (Oberliga Nord ingedeeld. Maar in 1948 werd de club kampioen van de Amateurliga Hamburg en promoveerde. De club speelde acht jaar in de Oberliga Nord alvorens als laatste te degraderen in 1956. Grootste succes was een vierde plaats in 1952. In deze tijd liep het toeschouwersaantal fors terug van gemiddeld 9000 naar 5000.
In 1966 degradeerde de club naar de derde klasse en de degradatie naar de Bezirksliga (zesde klasse) in 1985 was een dieptepunt voor de club. In 1999 promoveerde de club terug naar de Oberliga Nord wat intussen een vierde klasse was, maar kon niet aan vroegere successen aanknopen. Naar de eerste wedstrijd in de Oberliga kwamen slechts 207 toeschouwers. In 2001 en 2002 zou de club degraderen maar werd gered omdat andere clubs zich gedwongen moesten terugtrekken. In 2003 degradeerde de club alsnog. In 2005 degradeerde de club zelfs naar de Verbandsliga. De club degradeerde nog verder naar de Bezirksliga, maar kon in 2009 terugkeren. In 2014 degradeerde de club opnieuw.

## Eindklasseringen vanaf 1964
| Seizoen | Competitie                          | Niveau | Eindstand | DFB Pokal | Opmerking                                                                   |
| ------- | ----------------------------------- | ------ | --------- | --------- | --------------------------------------------------------------------------- |
| 1963/64 | Landesliga Hamburg                  | III    | 9         | --        |                                                                             |
| 1964/65 | Landesliga Hamburg                  | III    | 12        | --        |                                                                             |
| 1965/66 | Landesliga Hamburg                  | III    | 16        | --        |                                                                             |
| 1966/67 | Verbandsliga Hamburg Germania       | IV     | 3         | --        |                                                                             |
| 1967/68 | Verbandsliga Hamburg Hansa          | IV     | 5         | --        |                                                                             |
| 1968/69 | Verbandsliga Hamburg Germania       | IV     | 8         | --        |                                                                             |
| 1969/70 | Verbandsliga Hamburg Germania       | IV     | 4         | --        |                                                                             |
| 1970/71 | Amateurliga Hamburg Hammonia        | IV     | 6         | --        |                                                                             |
| 1971/72 | Amateurliga Hamburg Hammonia        | IV     | 7         | --        |                                                                             |
| 1972/73 | Amateurliga Hamburg Hammonia        | IV     | 6         | --        |                                                                             |
| 1973/74 | Amateurliga Hamburg Hammonia        | IV     | 7         | --        |                                                                             |
| 1974/75 | Amateurliga Hamburg Hammonia        | V      | 9         | --        | invoering Oberliga Nord                                                     |
| 1975/76 | Amateurliga Hamburg Hammonia        | V      | 13        | --        |                                                                             |
| 1976/77 | Amateurliga Hamburg Hammonia        | V      | 13        | --        |                                                                             |
| 1977/78 | Amateurliga Hamburg Hammonia        | V      | 12        | --        |                                                                             |
| 1978/79 | Landesliga Hamburg Hammonia         | V      | 9         | --        |                                                                             |
| 1979/80 | Landesliga Hamburg Hammonia         | V      | 4         | --        |                                                                             |
| 1980/81 | Landesliga Hamburg Hammonia         | V      | 2         | --        |                                                                             |
| 1981/82 | Landesliga Hamburg Hammonia         | V      | 5         | --        |                                                                             |
| 1982/83 | Landesliga Hamburg Hammonia         | V      | 11        | --        |                                                                             |
| 1983/84 | Landesliga Hamburg Hammonia         | V      | 8         | --        |                                                                             |
| 1984/85 | Landesliga Hamburg Hammonia         | V      | 15        | --        |                                                                             |
| 1985/86 | Bezirksliga Hamburg                 | VI     | ?         | --        |                                                                             |
| 1986/87 | Bezirksliga Hamburg-West            | VI     | 10        | --        |                                                                             |
| 1987/88 | Bezirksliga Nord                    | VI     | 8         | --        |                                                                             |
| 1988/89 | Bezirksliga Nord                    | VI     | 2         | --        |                                                                             |
| 1989/90 | Landesliga Hamburg Hammonia         | V      | 12        | --        |                                                                             |
| 1990/91 | Landesliga Hamburg Hammonia         | V      | 9         | --        |                                                                             |
| 1991/92 | Landesliga Hamburg Hammonia         | V      | 7         | --        |                                                                             |
| 1992/93 | Landesliga Hamburg Hammonia         | V      | 5         | --        |                                                                             |
| 1993/94 | Landesliga Hamburg Hammonia         | V      | 11        | --        |                                                                             |
| 1994/95 | Landesliga Hamburg Hammonia         | VI     | 8         | --        |                                                                             |
| 1995/96 | Landesliga Hamburg Hammonia         | VI     | 11        | --        |                                                                             |
| 1996/97 | Landesliga Hamburg Hansa            | VI     | 2         | --        |                                                                             |
| 1997/98 | Landesliga Hamburg Hansa            | VI     | 1         | --        |                                                                             |
| 1998/99 | Verbandsliga Hamburg                | V      | 2         | --        |                                                                             |
| 1999/00 | Oberliga Hamburg/Schleswig-Holstein | IV     | 14        | --        |                                                                             |
| 2000/01 | Oberliga Hamburg/Schleswig-Holstein | IV     | 17        | --        |                                                                             |
| 2001/02 | Oberliga Hamburg/Schleswig-Holstein | IV     | 17        | --        |                                                                             |
| 2002/03 | Oberliga Hamburg/Schleswig-Holstein | IV     | 16        | --        |                                                                             |
| 2003/04 | Verbandsliga Hamburg                | V      | 11        | --        |                                                                             |
| 2004/05 | Verbandsliga Hamburg                | V      | 18        | --        |                                                                             |
| 2005/06 | Landesliga Hamburg Hansa            | VI     | 16        | --        |                                                                             |
| 2006/07 | Bezirksliga Hamburg-Nord            | VII    | 2         | --        |                                                                             |
| 2007/08 | Bezirksliga Hamburg-Nord            | VII    | 2         | --        |                                                                             |
| 2008/09 | Bezirksliga Hamburg-Nord            | VII    | 4         | --        |                                                                             |
| 2009/10 | Landesliga Hamburg Hammonia         | VI     | 4         | --        |                                                                             |
| 2010/11 | Landesliga Hamburg Hammonia         | VI     | 10        | --        | winnaar Hamburger Pokal > SC Vorwärts-Wacker 04 Hamburg: 1-0                |
| 2011/12 | Landesliga Hamburg Hammonia         | VI     | 8         | 1e ronde  | < SpVgg Greuther Fürth: 0-10                                                |
| 2012/13 | Landesliga Hamburg Hammonia         | VI     | 8         | --        |                                                                             |
| 2013/14 | Landesliga Hamburg Hammonia         | VI     | 16        | --        |                                                                             |
| 2014/15 | Bezirksliga Hamburg-West            | VII    | 8         | --        |                                                                             |
| 2015/16 | Bezirksliga Hamburg-West            | VII    | 10        | --        |                                                                             |
| 2016/17 | Bezirksliga Hamburg-West            | VII    | 3         | --        |                                                                             |
| 2017/18 | Bezirksliga Hamburg-West            | VII    | 2         | --        |                                                                             |
| 2018/19 | Bezirksliga Hamburg-West            | VII    | 1         | --        |                                                                             |
| 2019/20 | Landesliga Hamburg Hammonia         | VI     | 4         | --        | competitie afgebroken i.v.m. coronapandemie.                                |
| 2020/21 | Landesliga Hamburg Hammonia         | VI     | --        | --        | competitie afgebroken i.v.m. coronapandemie. Er wordt geen stand opgemaakt. |
| 2021/22 | Landesliga 3                        | VI     | 1         | --        |                                                                             |
| 2022/23 | Oberliga Hamburg                    | V      | 3         | --        | promotie play-offs > OSC Bremerhaven: 1-1 en FC Kilia Kiel: 4-0             |
| 2023/24 | Regionalliga Nord                   | IV     | 16        | --        |                                                                             |
| 2024/25 | Oberliga Hamburg                    | V      | 3         | --        |                                                                             |
| 2025/26 | Oberliga Hamburg                    | V      | .         | --        |                                                                             |

## Bekende ex-spelers
- Otto Lüdecke